# Antonello Sanseverino
Pour les articles homonymes, voir Sanseverino (homonymie).
Pour les autres membres de la famille, voir Sanseverino (famille).
Antonello Sanseverino, comte de Marsico, prince de Salerne (Salerne, 1458 - Senigallia, 1499) est un grand amiral du royaume de Naples et le chef de la conjuration des Barons. 

## Biographie
Fils aîné de Roberto Sanseverino, premier prince de Salerne, il hérite à quatorze ans des domaines de son père. 
S'étant couvert de gloire contre les Turcs à la bataille d'Otrante en 1481, il devient petit à petit, comme les autres barons du royaume, opposé au roi Ferdinand Ier de Naples, et en particulier au prince héritier Alphonse.
En 1485, il prend part à l'offensive des nobles dite « conjuration des Barons », aux côtés d'Antonello Petrucci (it), secrétaire du roi et de Francesco Coppola (it), prince de Sarno, deux autres protagonistes glorieux de la bataille d'Otrante. En septembre 1485 l'insurrection éclate et le pape Innocent VIII envoie des troupes pour soutenir Ferdinand.
Le château de San Severino subit deux sièges, et Antonello capitule en 1486 entre les mains du comte de Noia. Le roi semble alors pardonner aux rebelles, et le 11 août 1486 un accord est passé entre le pape et le roi, mais deux jours plus tard, Ferdinand fait arrêter Francesco Coppola et Antonello Petrucci et les traduit en justice.
Antonello, s'étant échappé, se voit confisquer tous ses biens et doit fuir en France. Il s'emploie alors à convaincre Charles VIII d'envahir le royaume de Naples. L'invasion est lancée à la mort de Ferdinand et en février 1495, Charles VIII entre à Naples avec l'appui des nobles napolitains : Alphonse abdique en faveur de son fils Ferdinand et s'enfuit.
Néanmoins, Ferdinand II réussit à réorganiser ses troupes et à reconquérir son royaume en juillet de la même année. Antonello se réfugie dans son château de San Severino où il subit un nouvel assaut. Mais Ferdinand II meurt et son successeur Frédéric Ier négocie avec les insurgés. Antonello recouvre ses biens mais recommence à comploter. Battu sur tous les fronts, il doit capituler et est contraint à l'exil à Senigallia où il meurt en janvier 1499.

## Descendance
Antonello Sanseverino épouse en 1483 Costanza de Montefeltro, fille de Frédéric III de Montefeltro, duc d'Urbin, qui lui donne un fils Roberto Sanseverino (1485-1508), qui récupère en 1507 les biens confisqués à son père.